# Black Diamond (Florida)
Black Diamond es un lugar designado por el censo ubicado en el condado de Citrus en el estado estadounidense de Florida. En el Censo de 2010 tenía una población de 1.101 habitantes y una densidad poblacional de 107,59 personas por km².

## Geografía
Black Diamond se encuentra ubicado en las coordenadas 28°54′24″N 82°29′41″O / 28.90667, -82.49472. Según la Oficina del Censo de los Estados Unidos, Black Diamond tiene una superficie total de 10.23 km², de la cual 10.23 km² corresponden a tierra firme y (0%) 0 km² es agua.

## Demografía
Según el censo de 2010, había 1.101 personas residiendo en Black Diamond. La densidad de población era de 107,59 hab./km². De los 1.101 habitantes, Black Diamond estaba compuesto por el 89.65% blancos, el 1.45% eran afroamericanos, el 0.18% eran amerindios, el 7.81% eran asiáticos, el 0% eran isleños del Pacífico, el 0.18% eran de otras razas y el 0.73% pertenecían a dos o más razas. Del total de la población el 1.82% eran hispanos o latinos de cualquier raza.